# Fate/EXTELLA LINK
《Fate/EXTELLA LINK》是由日本游戏开发商Marvelous开发的动作游戏。本作为《Fate/EXTELLA》的续作。

## 游戏玩法
和前作《Fate/EXTELLA》相同，能够自由选择御主（岸波白野）的性别。本作新增了“MOON DRIVE”、“LINK”、线上多人模式系统、支援部队等。线上多人模式最多支持8人游玩，即4 VS 4。线上模式中获胜条件是通过领域争夺战获得得分领域，累计分数达到最大值。除此之外，线上模式中还新增能够给予增益状态或增加宝具能量条的对战机关“职介塔”。

### MOON DRIVE
“MOON DRIVE”系统是在一定时间内强化自身操控的英灵的能力，玩家可以在此状态下释放DRIVE技能（日語：ドライヴスキル），但一旦使用DRIVE技能“MOON DRIVE”状态便会结束。MOON DRIVE能量的获取方式是需通过收集打倒敌人时掉落的蓝色魔力球。在“MOON DRIVE”状态下击倒敌人时会掉落增加宝具能量槽的金色魔力球。

### LINK
当玩家附近存在同阵营的英灵时会进入“LINK”状态，此状态能够共享职阶的特性，也能在此状态下发动连击，同阵营的英灵也会协同进行攻击。

### 动作系统
玩家能够自由搭配共4种回复、攻击、束缚或增益系的主动技能。除了主动技能外，动作系统还新增“突击”。

### 支援部队
每场战斗玩家只能携带最多两名英灵加入支援，被选中的两名英灵视玩家的选择搭配能在受到攻击时阻挡攻击或发动技能协同攻击等。

## 故事简介

### 剧情
在《Fate/EXTELLA》中获得圣杯并夺回月世界和平的岸波白野和尼禄将再次迎来会“同化”英灵的新敌人“查理曼”。

### 角色
本作角色除了继承前作《Fate/EXTELLA》的所有角色外，还新增共10位角色，当中包括查理曼、斯卡薩哈、阿斯托尔福、法蘭西斯·德瑞克、吉爾·德·雷、兰斯洛特等。

## 开发与发行
2017年8月30日，Marvelous公开《Fate/EXTELLA》续作《Fate/EXTELLA LINK》，并在2018年6月7日发行于PS4和PS Vita平台上。同年9月13日，世嘉宣布发行亚洲版，该版本支持繁体中文字幕。任天堂Switch版于2019年1月31日发售，Microsoft Windows则是2019年3月20日发行。2020年7月23日，Marvelous宣布发售本作与前传《Fate/EXTELLA》的iOS和Android手游版。

## 评价
| 汇总媒体             | 得分                              |
| -------------------- | --------------------------------- |
| Metacritic           | PS4：75/100 PC：79/100 NS：74/100 |
| OpenCritic（推荐率） | 77%                               |

| 媒体          | 得分   |
| ------------- | ------ |
| Nintendo Life | [ 6 ]  |
| Push Square   | [ 15 ] |
| RPGamer       | 3/5    |

《Fate/EXTELLA LINK》在评论聚合网站Metacritic上通常获得“普遍好评”的评价。Nintendo Life的迈克·沃格尔（Mitch Vogel）表示本作“玩法简单易懂，但对于新手或非Fate系列的粉丝会难以理解”。除此之外，他也表示Switch版的视觉风格流畅且富有创意。Push Square的罗伯特·拉姆齐（Robert Ramsey）评价本作的缺点是线上多人对战模式中，对战其他玩家时会因特定角色而有所差异。RPGamer的埃尔蒙·迪恩·托德（Elmon Dean Todd）表示本作的视觉和音效的表现不错，但没有突破性。随后评价喜爱无双系列与Fate系列的粉丝可能能够从中获得满足感。